# بيل والاس
بيل والاس (بالإنجليزية: Bill Wallace)‏ (و. 1945 – م) هو معلم فنون قتالية، وممثل، وممثل أفلام، ولاعب كاراتيه، وملاكم كيك بوكسينغ، من الولايات المتحدة الأمريكية، ولد في بورتلاند.

## التعليم
تعلم في جامعة ممفيس، في تخصص حركات الجسم، وتحصل منها على ماجستير، وجامعة بول ستايت، في تخصص تعليم جسدي، وتحصل منها على بكالوريوس.

## الخدمة العسكرية
خدم في القوات الجوية الأمريكية.

## وصلات خارجية
- بيل والاس على موقع IMDb (الإنجليزية)
- بيل والاس على موقع أول موفي (الإنجليزية)
- بيل والاس على موقع قاعدة بيانات الفيلم (الإنجليزية)